# Tin Tun Naing
Tin Tun Naing (en birmano: တင် ထွန်း နိုင်; 30 de enero de 1971) es un activista y político birmano que actualmente se desempeña como ministro sindical en funciones del Ministerio de Planificación, Finanzas e Industria, el Ministerio de Inversión y Relaciones Económicas Exteriores y el Ministerio de Comercio. También es miembro de la Cámara de Representantes del municipio de Seikkyi Kanaungto y del Comité Representante del Pyidaungsu Hluttaw.

## Educación y primeros años
Tin Tun Naing nació el 30 de enero de 1971 en Simeekhon, distrito de Myingyan, región de Mandalay. Obtuvo su licenciatura en ingeniería electrónica del Universidad Tecnológica de Mandalay (MIT) y completó el programa Executive MBA del Universidad de Economía de Yangon.

## Carrera política
En las elecciones generales de Myanmar de 2015, Tin Tun Naing compitió en la circunscripción del municipio de Seikkyi Kanaungto para el Pyithu Hluttaw, por la Liga Nacional para la Democracia, y ganó un escaño por 8 392 votos.
En las elecciones generales de Myanmar de 2020, fue reelegido como diputado por el municipio de Seikkyi Kanaungto, pero no se le permitió asumir su escaño debido al golpe militar.
El 5 de febrero de 2021, a raíz del golpe de Estado en Myanmar de 2021, se convirtió en miembro del Comité Representante del Pyidaungsu Hluttaw.
El 2 de marzo de 2021, el CRPH lo nombró ministro sindical en funciones del Ministerio de Planificación, Finanzas e Industria, el Ministerio de Inversión y Relaciones Económicas Exteriores y el Ministerio de Comercio.